# Varbergs län
Varbergs län var ett danskt slottslän som utgjorde Norra Halland och bildades under 1200-talet. Det bestod av de fyra häraderna norr om Ätran (där Falkenberg ligger idag): Fjäre, Viske, Himle och Faurås.

## Historia
Under 1200-talet hade organisationen med kungalev spelat ut sin roll, samtidigt med att högmedeltidens statsmakt och skatteväsende byggdes ut. Från den tiden och en bit in på 1300-talet organiserades den kungliga administrationen främst i så kallade slottslän. För att befästa kungens makt uppfördes runt om i Danmark kungliga och privata borgar byggda i sten och tegel, för förvaltningen och som militära stödjepunkter. På dessa riksfästen residerade länsmän (på danska lensmænd) rekryterade ur frälset.
De härader som omgav en borg anslogs för dess underhåll och försörjning av både civila och militära funktionärer. Tillsammans bildade häraderna ett slottslän. Det danska riket bestod av ett flertal slottslän av varierande storlek. Länsindelningen var inte fast utan kunde ändras av kungen när ny länsman utsågs.
Den enda staden då länet bildades var Getakärr, föregångaren till Varberg, och de ursprungliga länsherrarna valde därvid att nyttja två huvudsäten: Varbergs slott och Faurås sätesgård i Vinbergs socken. Den siste länsherren var Iver Krabbe, som fick lämna av länet den 16 sep 1645 till den svenska kronan.

## Länsherrar
- 1216–1218 Nils Valdemarsen, greve av Norra Halland, son av kung Valdemar Sejr
- 1228–1240 Skule Bårdsson
- 1241–1251 Niels (Nielsen) av Skarsholm, greve av Norra Halland[5]
- 1283–1305 Jacob Nielsen, greve av Halland[6]
- 1305–1318 Erik Magnusson, hertig, norsk förläning 1305 och dansk förläning hösten 1305[7]
- 1319–1326 Ingeborg Håkansdotter, övertagit Norra Halland med fästena Varberg och Hunehals[8]
- 1326–1353 i svensk besittning
- 1356–1366 i svensk besittning
- 1366 i dansk besittning (Kungsbacka slott nämnt första gången)
- 1382–1410 Abraham Brodersson (tjurhuvud), läntagare till Kungsbacka slott, från 1386 Varbergs slott
- 1415–1447 Axel Pedersson (Tott), hövitsman på Varberg, 1419 även Falkenberg
- 1447–1469 Ivar Axelsson (Tott) och Åke Axelsson (Tott)
- 1473–1477 Åke Axelsson (Tott), läntagare på Varbergs slott
- 15....–1513 Peder Lycke
- 1513–1517 Aage Brade
- 1517–1519 Henrik Krummedige
- 1519–1519 Villom von Viernitz
- 1519–1522 Holger Gregersen Ulfstand
- 1522–1535 Trued Gregersen Ulfstand
- 1535–1536 Markus Meyer
- 1536-1546 Trued Gregersen Ulfstand
- 1546–1557 Lave Trudsen Ulfstand

Räkenskapslän
- 1557–1560 Erik Rosenkrans
- 1560–1561 Frans Bilde
- 1561–1565 Hans Holk
- 1565–1569 i svensk besittning
- 1569–1572 Hak Ulfstand
- 1572–1590 Anders Bing
- 1590–1598 Jörgen Brade till Tostrup
- 1598–1608 Jacob Bek till Förslev
- 1608–1610 Sten Maltesen (Sehested) till Holmegård
- 1610–1633 Mogens Gyldenstjerne till Fulltofta, Findstrup och Bjersgård
- 1633–1636 Henrik Gyldenstjerne till Svanholm
- 1636–1645 Iver Krabbe (Tagesen) till Jordbjerg